# Luis del Sol
Luis del Sol Cascajares (Arcos de Jalón, Soria, 6 de abril de 1935 - Sevilla, 20 de junio de 2021) fue un futbolista internacional español. Comenzó como extremo izquierdo y posteriormente pasó al centro del campo. Interior fino que se dejaba la piel en el campo por lo que fue apodado Siete Pulmones y Cepillito. Jugó en el Real Betis, el Real Madrid, la Juventus de Turín y la A. S. Roma.

## Biografía

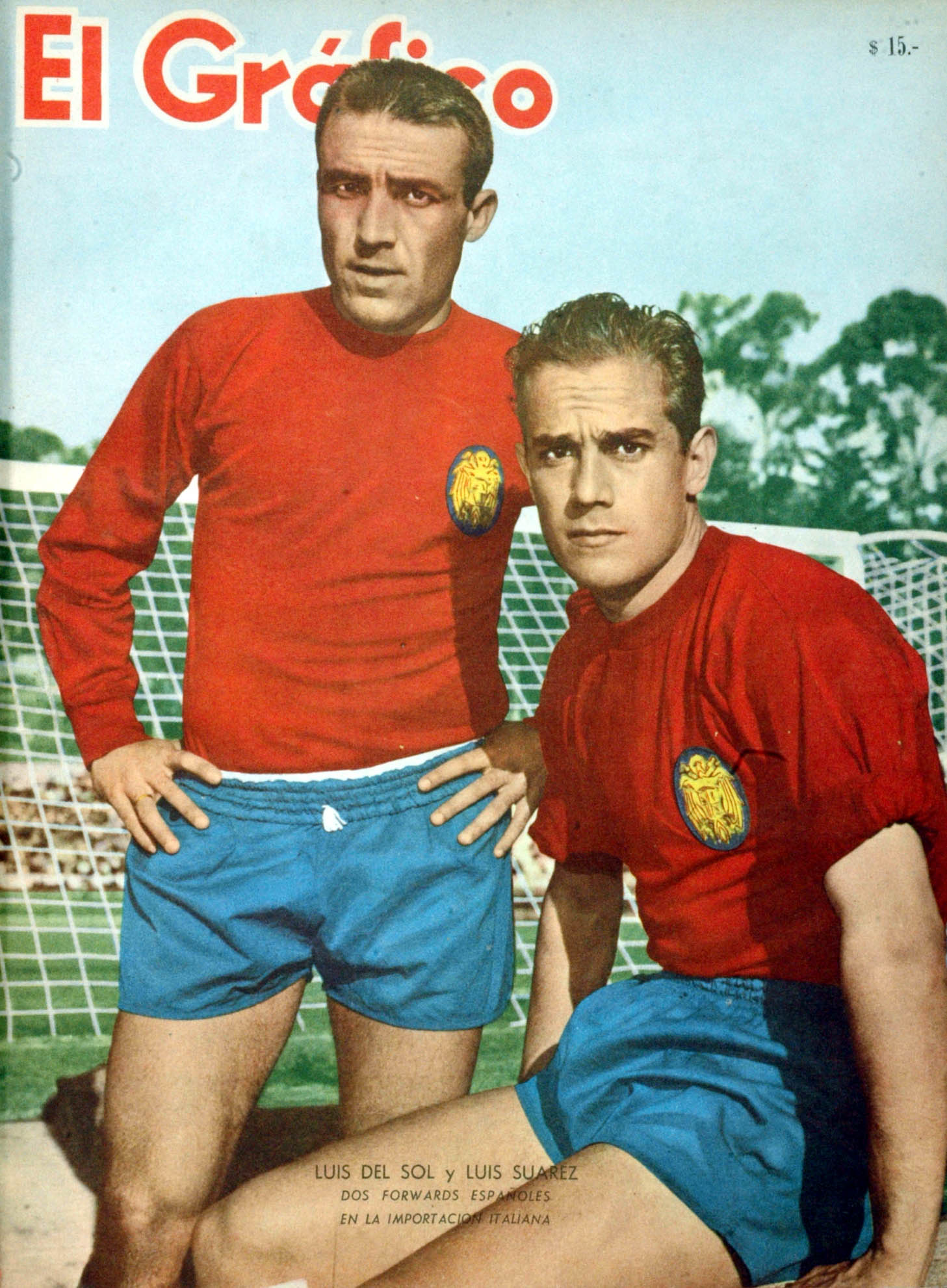
Del Sol y Luis Suárez con en 1962

Nació en Arcos de Jalón (Soria) el 6 de abril de 1935, donde su padre trabajaba como maquinista de la MZA, compañía que se integró en RENFE con la nacionalización del ferrocarril en España en 1941, pero se crio en Sevilla donde se afincó su familia cuando Del Sol tenía dos meses de vida. A los catorce años comenzó a trabajar en la Industria Subsidiaria de Aviación, jugando en el equipo de la factoría y a los dieciséis pasó a los juveniles del Real Betis Balompié.
Llegó al Real Betis Balompié en 1953 y tras un breve paso por el Club Deportivo Utrera accedió al primer equipo del Betis en la temporada de ascenso a Segunda División en 1954. En el equipo verdiblanco permaneció siete temporadas contribuyendo al ascenso a Primera en 1958. Su calidad llamó la atención de la secretaría técnica madridista y fichó por el Real Madrid en 1960, pagando 6.500.000 de pesetas en concepto de traspaso. En el Real Madrid aunque permaneció dos años tuvo la oportunidad de jugar al lado de grandes mitos del fútbol español y contribuyó a la conquista de la Copa de Europa y la Copa Intercontinental los títulos más importantes de su carrera.

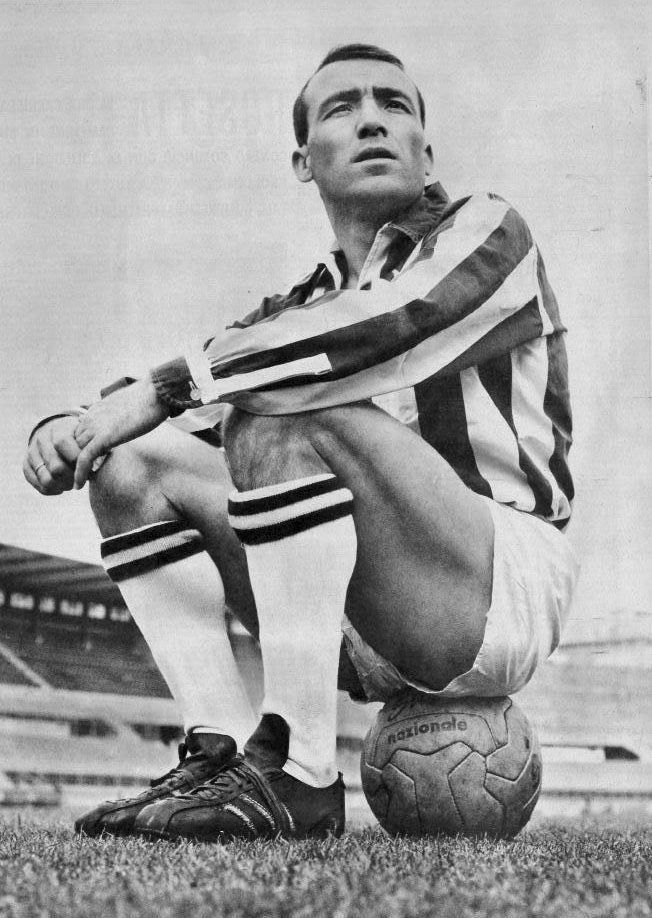
Del Sol con la Juventus en la temporada 1962/63

En la temporada 1962/63 decide probar fortuna en Italia y fichó por la Juventus FC convirtiéndose en el primer jugador español en la historia en militar en las filas juventinas, sucedido por Fernando Llorente y Álvaro Morata. Debutó en la Serie A el 16 de septiembre de 1962 ante el Genoa y en la que permaneció ocho temporadas en los que consiguió un título de liga y uno de copa. En 1970 fichó por la AS Roma y dos temporadas más tarde decidió acabar su periplo por Italia por lo que regresa al Real Betis Balompié.
Regresa al Betis en 1972 donde juega sus últimos partidos como profesional, retirándose en 1973 a los 38 años. Tras su retirada ejerció como entrenador y secretario técnico en el Real Betis Balompié.

## Estadísticas personales
Ha sido internacional con la selección española en 16 ocasiones. Fue uno de los integrantes de los llamados Héroes de 1964, campeones de la Eurocopa celebrada en España, también participó en los mundiales de Chile en 1962 e Inglaterra en 1966. Con la Juventus jugó 294 partidos en los que marcó 29 goles. 
Por acuerdo del Consejo de Administración del Real Betis Balompié, la Ciudad Deportiva del club pasó a denominarse Ciudad Deportiva Luis del Sol, en homenaje al futbolista con mejor palmarés de la Historia centenaria de la entidad y, en reconocimiento, a quien fue jugador, entrenador y secretario técnico dejándose, en todos estos puestos, la vida por engrandecer al equipo de sus amores.
El campo de fútbol de su localidad natal, Arcos de Jalón, también pasó a denominarse campo de fútbol Luis del Sol en homenaje al personaje más ilustre de la villa. 
En 2011 fue incluido en el paseo de la fama del Juventus Stadium, siendo escogido por sus seguidores como uno de los 50 jugadores más relevantes de la historia de su club. Está incluido junto a nombres como Dino Zoff, Roberto Baggio, Zinedine Zidane o Alessandro del Piero.
Falleció el 20 de junio de 2021 a los 86 años de edad. Tras un multitudinario funeral, fue enterrado en el cementerio de Coria del Río.

## Clubes
| Club                 | País   | Año       |
| -------------------- | ------ | --------- |
| Real Betis Balompié  | España | 1953-1959 |
| CD Utrera (préstamo) | España | 1953-1954 |
| Real Madrid C. F.    | España | 1960-1962 |
| Juventus FC          | Italia | 1962-1970 |
| AS Roma              | Italia | 1970-1972 |
| Real Betis Balompié  | España | 1972-1973 |

## Palmarés

### Títulos nacionales
| Título                     | Club        | País   | Año     |
| -------------------------- | ----------- | ------ | ------- |
| Segunda División de España | Real Betis  | España | 1957-58 |
| Primera División de España | Real Madrid | España | 1960-61 |
| Primera División de España | Real Madrid | España | 1961-62 |
| Copa del Generalísimo      | Real Madrid | España | 1961-62 |
| Copa Italia                | Juventus    | Italia | 1964-65 |
| Serie A                    | Juventus    | Italia | 1966-67 |

### Títulos internacionales
| Título                | Equipo              | Sede   | Año     |
| --------------------- | ------------------- | ------ | ------- |
| Copa de Europa        | Real Madrid         |        | 1959-60 |
| Copa Intercontinental | Real Madrid         |        | 1960    |
| Eurocopa              | Selección de España | España | 1964    |
| Copa anglo-italiana   | A. S. Roma          |        | 1972    |

(*) Incluyendo la selección